# Pseudopalaeosepsis muricata
Pseudopalaeosepsis muricata är en tvåvingeart som beskrevs av Silva 1993. Pseudopalaeosepsis muricata ingår i släktet Pseudopalaeosepsis och familjen svängflugor. Inga underarter finns listade i Catalogue of Life.